# マラーゲ
マラーゲ (ペルシア語: :مراغه、ラテン文字：Marāgheh、マラーガと表記されることもある）はイランの東アーザルバーイジャーン州にある都市である。2006年の国勢調査では、マラーゲの人口は38,891世帯146,405人となっている。
マラーゲはスーフィー・チャーイ川のほとりにある。マラーゲ住民の大部分はアゼルバイジャン語を話すことができる。マラーゲは州都であるタブリーズより130kmの地点に位置する。

## 歴史
マラーゲは狭い渓谷の中に位置する古代都市である。渓谷は都市北部付近から、マラーゲより西30kmの地点にあるオルーミーイェ湖付近にある肥沃な平野の東端となる都市南部にまたがっている。マラーゲは多くの場所に遺跡として残された高い壁や4つの門で囲まれている。マラーゲにはこの他にも良好な保存状態の2つの石橋があり、マラーゲをイルハン朝の首都としたフレグ（1217年～1265年）の治世に建設されたとされる。その後、マラーゲは総主教Mar Yaballaha3世により東方正教会が主流となった。この場所は広大なワイン農場や果樹園で囲まれており、川から引き込まれた運河によりすべて良く灌漑され、大規模な果物の生産を行っている。街の西部の丘は不規則な玄武岩の破片で覆われた砂岩層で構成されている。
著名な塔、ゴンバデ・カブード（青の塔、1197年建立）はペンローズ・タイルに似たギリフ・タイルで装飾されている。
この塔に使用されている大理石はイラン国内ではマラーゲ大理石として知られており、マラーゲより北西に約50kmの地点にあるアーザールシャフル付近のダシュカサーン村で取れるトラバーチンとされる。この大理石は水による沈殿・堆積で形成されており、複数の泉から吹き出した成分により形成されている。この石は最初は薄い石片であり壊れやすいが、次第に固形化し約20cmの厚さのブロックとなって固まる。形成された石は非常に美しく、ピンク、緑、乳白色が混合した色となっている。また、石には赤みがかった炭色の縞が入っている。この石はアーザールシャフル・レッドもしくはイエローという名称で世界中へと輸出・販売されている。
マラーゲ付近にある後期中新世の地層ではヨーロッパや北米の博物館用の脊椎動物の化石が多く採掘されている。2008年には国際共同開発チームが化石発掘を再開している。

### ラーワンド朝
ラーワンド朝はクルド人系の王朝であり、マラーゲを10世紀から11世紀前半に渡り支配した。

## 古パフラヴィー語
14世紀半ば、イルハン朝後期から末期の官僚ハムドゥッラーフ・ムスタウフィー・カズヴィーニー（ Ḥamd Allāh Mustawfī al-Qazwīnī, 1281年 - 1349年）は14世紀を代表するペルシア語文献のひとつ、『選史』（Tārīkh-i Guzīda）と宇宙誌『心魂の歓喜』（Nuzhat al-Qulūb）の著者として名高いが、後者の『心魂の歓喜』第３章「地理篇」（1339年 - 1340年擱筆）はイルハン朝の領有域を州行政区分、各市町村の状態や税額、各街道の里程等の情報が詳述され、モンゴル帝国時代、イルハン朝時代研究の主要文献資料のひとつでもある。『心魂の歓喜』「地理篇」ではアーザルバーイジャーン地方に属す都市のひとつとしてマラーゲも項目が立てられており、その住民達について、「彼らの言葉はアラビア語化したパフラヴィー語（ پهلوی معرّب pahlavī-yi mu`arrab）である」と述べている。17世紀、オスマン帝国の旅行者で、サファヴィー朝へと旅行したエヴリヤ・チェレビもまた以下のように述べている：「マラーゲの女性の大部分がパフラヴィー語を話している」。イスラム百科事典でもこのムスタウフィー・カズヴィーニーの『心魂の歓喜』での記述を引用し、「現代では、住民はアドハル・トルコ語を話すが、14世紀には依然としてアラビア語化されたパフラヴィー語（Nuzhat al-Qolub: Pahlawi Mu’arrab）を話しており、これはイラン北西方言であることを意味する。」として紹介している。

## マラーゲ天文台

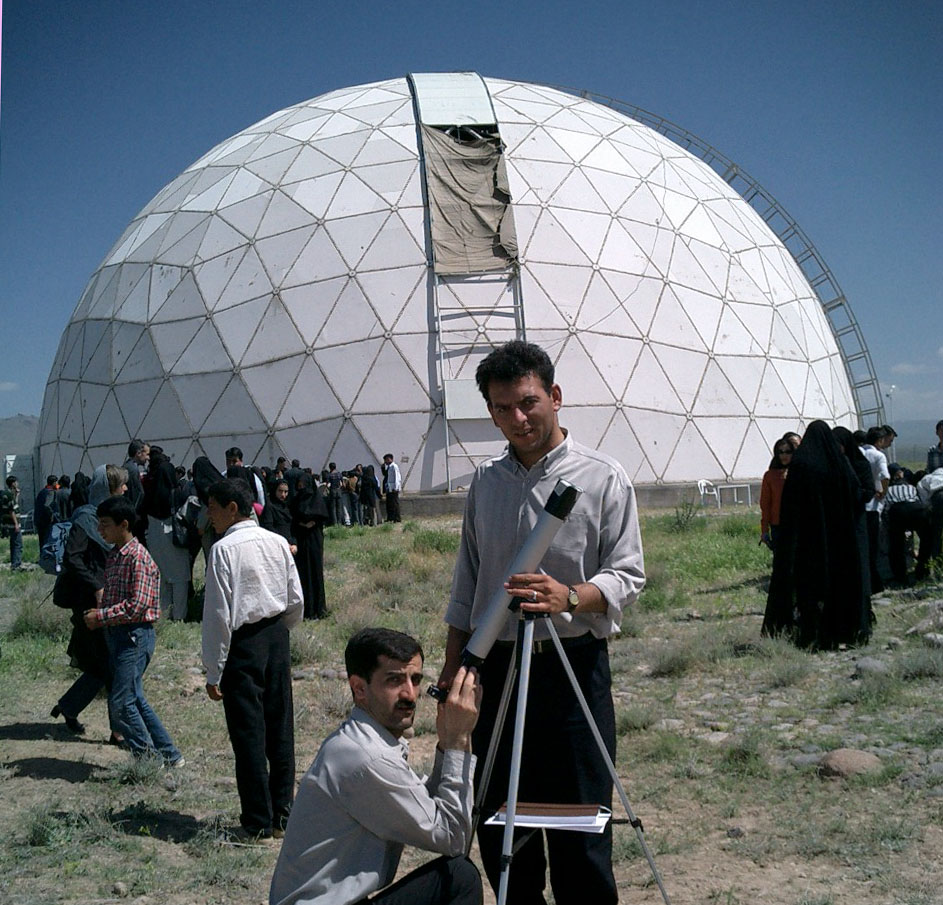
マラーガ（マラーゲ）天文台跡に建てられた現代の観測・教育施設。2004年の金星の日面通過現象をマラーゲで観測できる期間中に撮影された。

マラーゲ西部の丘に13世紀半ばに建設された中世の有名天文台、マラーガ（マラーゲ）天文台（ラサド・ハーネ・イェ・マラーゲ Raṣad Khāne-ye Marāghe）の跡が遺されている。この天文台はイルハン朝初代君主フレグがナスィールッディーン・トゥースィーに命じて建設させたものである。『集史』フレグ・ハン紀に天文台建設の経緯が記述されているが、フレグの兄、モンゴル皇帝モンケはフレグの西アジア遠征に先立って、ニザール派を討伐した際には、当時ニザール派に軟禁されていたナスィールッディーン・トゥースィーを保護した上で自らの許へ送るよう依頼していたという。モンケは治世中に天文台建設を構想し、天文学や数学において当代最高の大学者として既に有名であったトゥースィーをこの事業の首班として招聘するつもりであった。しかし、1259年にモンケは南宋遠征中に陣没し、トゥースィーをモンゴル本土に送致する機会を失ってしまった。フレグの命令に応じて、トゥースィーは太陽と月に加え五惑星の正確な観測記録が必要であるが、天文台だけでなくプトレマイオスの天文記録や、アッバース朝時代のマームーン治世での観測記録、11世紀初頭のエジプトでイブン・ユーヌスが作成した天文表（Zīj）などの過去の天文諸資料を比較参照した上で新たに天文表を作成する必要性を説いた。マラーゲは13世紀当時タブリーズと並ぶアーザルバーイジャーン地方の主要都市で、フレグの宿営地として用いていた地域であった。トゥースィーはフレグの天文台建設の命を受けて、ムアイヤドゥッディーン・ウルディー、ムヒーッディーン・マグリビー、ナジュムッディーン・カーティビーといった、当時高名な天文学者や工人たちを天文台スタッフとして協力させた。トゥースィーの晩年にはクトゥブッディーン・シーラーズィーも参加している。天文台と天文表の完成は次代のアバカの治世に持ち越された。
ナスィールッディーン・トゥースィーらが作成した天文表は、『イルハン天文表』（Zīj-i Īlkhānī）として完成し、前近代に成立した天文記録としては極めて精度の高いもののひとつとして有名である。同時期の大元朝でもフレグの兄クビライの命令によってジャマールッディーンらの指揮のもと司天台が建設され授時暦の成立をみたが、これらも先代のモンケの天文台建設の遺命を受け継いだものであり、回々司天台ではそれまでのイスラームでの天文学の技術や知識に基づいて観測等が行われ、同時期のマラーゲの天文台と観測データの交換等が行われ、トゥースィーも西アジアに来訪していた中国の知識人たちの協力を受けて中国での過去の観測記録も参照していたという。ガザンの時代までは活動を続けていたようだが、上述のムスタウフィー・カズヴィーニーは、マラーゲの項目の末尾に、天文台は「今日では荒廃している」と述べている。
天文台は間違いなく城として建設されたものであり、135mの空間に区切られており壁の土台は厚さにして2mである。天文台は13世紀に建設され、少なくとも10人の天文学者と4万冊以上の図書を司る司書が常駐していたとされる。この天文台はイスラーム黄金時代に繁栄した中世イスラーム科学界において名声を獲得していた。
トゥスィーらの時代から100年ほど下った天文学者、イブン・シャーティル（1304年 – 1375年）は、マラーガから600キロメートル離れたダマスクスで活躍していたが、その著書の中ではマラーガ天文台の研究成果を大いに利用している。マラーガ天文台の学知はイブン・シャーティルの著書を通して、さらにその150年後、ダマスクスから1500キロメートル離れたポーランドに住むコペルニクスに受容された。

## マラーゲの大学
- マラーゲ大学（ペルシア語版、英語版）
- パヤメ・ヌール大学（ペルシア語版、英語版）
- イスラーム自由大学（アーザード大学） - 本キャンパスは首都テヘランにある

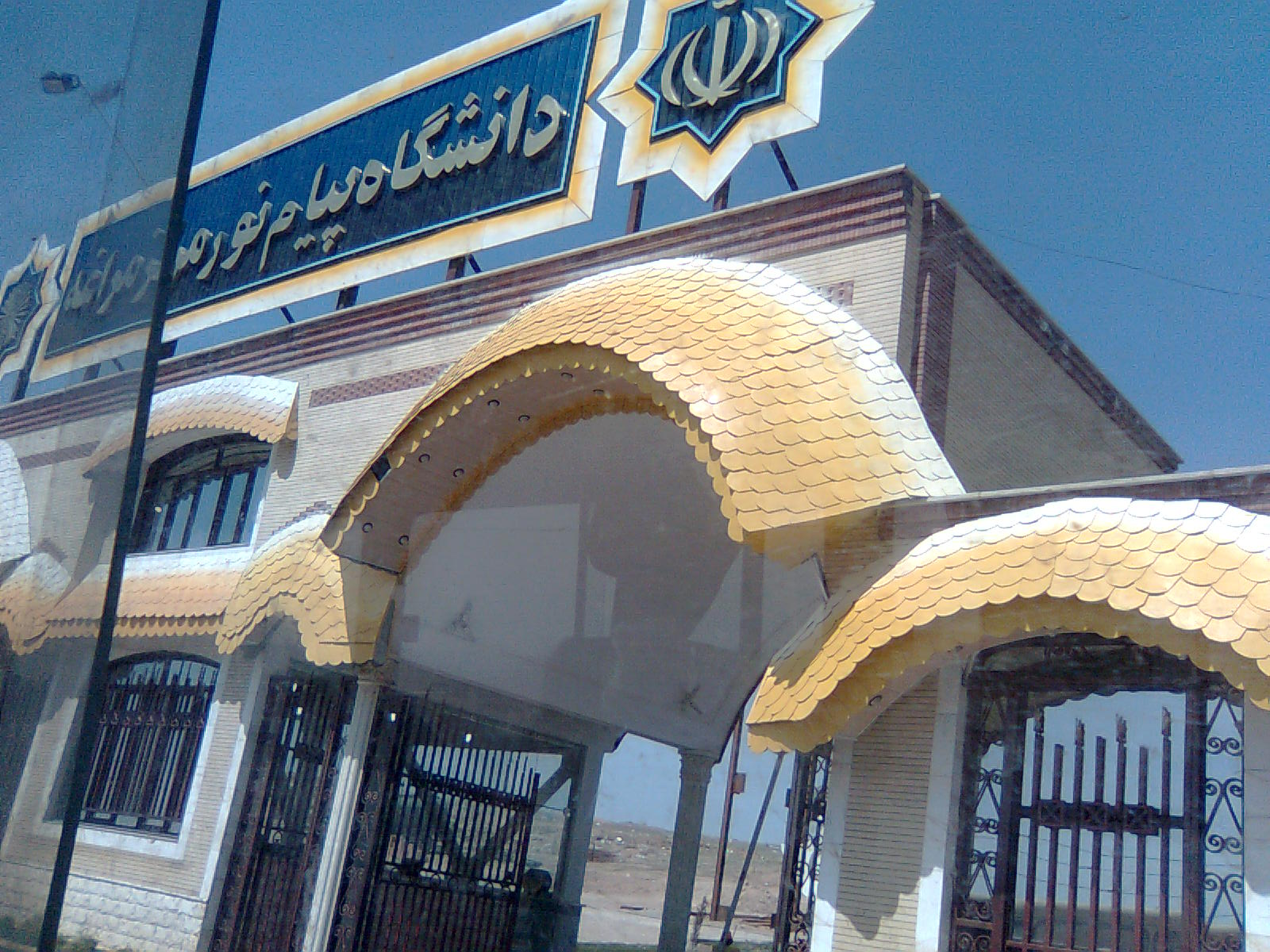
パヤメ・ヌール大学の入口

## マラーゲ出身もしくは在住の有名人
- バル・ヘブレウス
- アラー・ウッディーン・クィズィール・アルスラーン (†1191), マラーゲの統治者、ニザーミーは彼に「Haft Paikar」を献上した。
- ムアイヤドゥッディーン・ウルディー（1266年没）、ウルディーの補題を考案した。これは後にコペルニクスの惑星モデルにおいて使用された。
- ナスィールッディーン・トゥースィー（トゥース生）、トゥースィーの対円という惑星モデルを考案した。これは後にコペルニクスの惑星モデルにおいて使用された。
- ナジュムッディーン・カーティビー（ガズヴィーン生、1277年没）、地動説の惑星モデルを記述した。
- クトゥブッディーン・シーラーズィー（1236年～1311年、シーラーズ生）、地動説の可能性を論じた。
- イブン・シャーティル（1304年～1375年、シリア生）、彼が再構成した惑星モデルは後にコペルニクスの惑星モデルlにおいて使用された。
- アウハディー・マラーギー、詩人（父がイスファハーンからマラーゲへと移り住んだ）
- アリー・クシュズィー（1474年サマルカンド生）
- シャムスッディーン・ハフリー（16世紀）、マラーゲ最後の著名天文学者
- モハンマド・サイード（1883年～1973年）、イランの首相

## 姉妹都市
- ゴラジュデ[17][18]
- ニーシャープール, イラン

## 参考資料
1. ↑  マラーゲはGEOnet Names Serverのこのリンクで見つけることができる。特別な検索ボックスを開け、「Unique Feature Id」で「-3074025」を入力し、「Search Database」をクリックする。
2. ↑  "Census of the Islamic Republic of Iran, 1385 (2006)". Islamic Republic of Iran. 2011年11月11日時点のオリジナル (Excel)よりアーカイブ。 {{cite web}}: Cite webテンプレートでは|access-date=引数が必須です。 (説明)
3. ↑  “International paleontologists team up for research on fossil-rich Iranian site”.   Mehrnews.com. 2008年6月5日時点のオリジナルよりアーカイブ。2014年5月6日閲覧。
4. ↑  本田実信「ペルシア語資料解説」『モンゴル時代史研究』東京大学出版会、1991年、576頁
5. ↑  Ḥamd-Allāh Mustawfī Qazwīnī, The geographical part of the Nuzhat-al-Qulūb, ed. & tr.  G. Le Strange. 2 vols. ("E.J.W. Gibb Memorial" series ; vol. 23, Leyden and London, 1915, 1919),
6. ↑  G. Le Strange, (tr. 1919) The Nuzhat-al-Qulūb, "… They speak a Pahlavī (Persian dialect) mixed with Arabic.", p.88.
7. ↑  

"حمدالله مستوفی هم كه در سده‌های هفتم و هشتم هجری می زیست، ضمن اشاره به زبان مردم مراغه می نویسد: "زبانشان پهلوی مغیر است

مستوفی، حمدالله: "نزهةالقلوب"، به كوشش محمد دبیرسیاقی، انتشارات طهوری، 1336
Mostawafi, Hamdallah.  Nozhat al-Qolub.  Edit by Muhammad Dabir Sayyaqi.  Tahuri publishers, 1957.
8. ↑  "Azari, the Old Iranian Language of Azerbaijan," Encyclopaedia Iranica, op. cit., Vol. III/2, 1987 by E. Yarshater.  External link: “アーカイブされたコピー”. 2009年6月21日時点のオリジナルよりアーカイブ。2009年9月16日閲覧。
9. ↑  出典: Mohammad-Amin Riahi.  “Molehaazi darbaareyeh Zabaan-I Kohan Azerbaijan”（アゼルバイジャン語による注釈あり）, ‘Itilia’at Siyasi Magazine, volume 181-182.
ریاحی خویی، محمدامین، «ملاحظاتی درباره‌ی زبان كهن آذربایجان»:  اطلاعات سیاسی - اقتصادی، شماره‌ی 182-181
も参照のこと。
10. ↑  V.Minorsky, “Margha” in Encyclopaedia of Islam. Edited by: P. Bearman , Th. Bianquis , C.E. Bosworth , E. van Donzel and W.P. Heinrichs. Brill, 2009. Brill Online."At the present day, the inhabitants speak Adhar Turkish, but in the 14th century they still spoke “arabicized Pahlawi” (Nuzhat al-Qolub: Pahlawi Mu’arrab) which means an Iranian dialect of the north western group."
11. ↑  矢島, 祐利『アラビア科学史序説』岩波書店、1977年3月25日。 pp. 92-93, 161-163, 211
12. ↑  C. M. ドーソン『モンゴル帝国史』第４巻、平凡社、265-269頁
13. ↑  J. A. Boyle, "The Longer Introduction to the Zij-i Ilkhani of Nasir ad-Din Tusi", Journal of Semitic Studies (1963) 8(2), pp.244-254
14. ↑  宮紀子『モンゴル帝国が生んだ世界図』日本経済新聞出版社、2007年、80-97頁。
15. ↑  G. Le Strange, (tr. 1919) The Nuzhat-al-Qulūb, p.88.
16. 1 2  Lindberg, David C. (1992). The Beginnings of Western Science. United States: The University of Chicago Press. pp. 179–181. ISBN 9780226482057
17. ↑  “アーカイブされたコピー”. 2011年9月11日時点のオリジナルよりアーカイブ。2011年3月19日閲覧。
18. ↑  http://www.gorazde.ba/index.php/images/vijesti/media/system/dokumenti/index.php?option=com_content&view=article&id=251:naelnik-upriliio-prijem-za-goste-iz-irana-&catid=27:vijesti&Itemid=34

- E. Makovicky (1992): 800-year-old pentagonal tiling from Maragha, Iran, and the new varieties of aperiodic tiling it inspired. In: I. Hargittai, editor: Fivefold Symmetry, pp. 67–86. World Scientific, Singapore-London
- Peter J. Lu and Paul J. Steinhardt: Decagonal and Quasi-crystalline Tilings in Medieval Islamic Architecture, Science 315 (2007) 1106-1110